# Avengers: Doomsday
Ten artykuł dotyczy przyszłego wydarzenia. Informacje w nim zawarte mogą się zmienić wraz z pojawieniem się nowych faktów, a początkowe doniesienia mogą być niepewne. Ostatnie aktualizacje tego artykułu mogą nie odzwierciedlać najbardziej aktualnych informacji.
Avengers: Doomsday – produkowany amerykański film akcji sci-fi, na podstawie serii komiksów Marvela o tytułowych superbohaterach. Za reżyserię odpowiadają Anthony i Joe Russo, a za scenariusz Michael Waldron i Stephen McFeely. W rolach głównych wystąpią Chris Hemsworth, Vanessa Kirby, Anthony Mackie, Sebastian Stan, Letitia Wright, Paul Rudd, Wyatt Russell, Ténoch Huerta, Ebon Moss-Bachrach, Simu Liu, Florence Pugh, Kelsey Grammer, Lewis Pullman, Danny Ramirez, Joseph Quinn, David Harbour, Winston Duke, Hannah John-Kamen, Tom Hiddleston, Patrick Stewart, Ian McKellen, Alan Cumming, Rebecca Romijn, James Marsden, Channing Tatum, Pedro Pascal oraz Robert Downey Jr.
W lipcu 2022 roku ogłoszono dwa nowe filmy z serii Avengers: The Kang Dynasty i Secret Wars, które miały być zakończeniem Sagi Multiwersum. Do wyreżyserowania pierwszego z nich zatrudniony został Destin Daniel Cretton, a Jonathan Majors miał powtórzyć swoją rolę jako złoczyńca Kang Zdobywca. We wrześniu poinformowano, że na scenariusz napisze Jeff Loveness. W listopadzie 2023 Cretton opuścił projekt, Waldron zastąpił Lovenessa na stanowisku scenarzysty, a Marvel rozważał odejście od tematu Kanga, częściowo z powodu problemów prawnych Majorsa. Majors został zwolniony w następnym miesiącu. W lipcu 2024 ogłoszono powrót do FUM braci Russo jako reżyserów i McFeely'ego jako scenarzysty, obsadzenie Downeya w roli nowego złoczyńcy – Doktora Dooma oraz nowy podtytuł: Doomsday. Zdjęcia rozpoczęły się w marcu 2025 w Pinewood Studios w Anglii i mają potrwać do sierpnia tego roku.
Avengers: Doomsday wchodzi w skład VI Fazy Filmowego Uniwersum Marvela, jest to trzydziesty dziewiąty film należący do tej franczyzy i stanowi część jej drugiego rozdziału, zatytułowanego Saga Multiwersum.
Amerykańska premiera filmu jest zaplanowana na 18 grudnia 2026. Kontynuacja filmu, o podtytule Secret Wars, ma zostać wydana 17 grudnia 2027.

## Opis fabuły
W filmie grupy: Avengers, Wakandańczycy, Fantastyczna Czwórka, Thunderbolts i „oryginalni” X-Meni łączą siły, aby stawić czoła Doctorowi Doomowi.

## Obsada
- Chris Hemsworth jako Thor, król Asgardu, syn Odyna i Friggi. Potrafi wzywać pioruny oraz nimi władać. Jego nową bronią jest topór Stormbreaker, który pozwala na teleportację za pomocą Bifrostu[2].
- Vanessa Kirby jako Sue Storm / Niewidzialna Kobieta, naukowiec, która posiada umiejętność bycia niewidzialną oraz tworzenia pola siłowego[2].
- Anthony Mackie jako Sam Wilson / Kapitan Ameryka, weteran sił powietrznych, który został przeszkolony do walki w powietrzu przy użyciu specjalnych skrzydeł i posługiwał się pseudonimem „Falcon”. Został wyznaczony przez Steve’a Rogersa na swojego następcę jako nowy Kapitan Ameryka[2].
- Sebastian Stan jako Bucky Barnes, superżołnierz z cybernetycznym ramieniem, przywódca grupy Thunderbolts[2].
- Letitia Wright jako Shuri / Czarna Pantera, młoda księżniczka Wakandy i siostra T’Challi, rozwijająca supernowoczesne technologie ich kraju[2].
- Paul Rudd jako Scott Lang / Ant-Man, były złodziej, który posługuje się kombinezonem, dzięki któremu może się pomniejszyć jak i powiększyć[2].
- Wyatt Russell jako John Walker / Agent USA, członek Thunderbolts, superżołnierz i były Kapitan Ameryka[2].
- Ténoch Huerta jako Namor, mutant i władca Tlalocan określany przez swój lud imieniem K’uk’ulkan[2][3].
- Ebon Moss-Bachrach jako Ben Grimm / Rzecz, przyjaciel Reeda, były astronauta, którego skóra została przekształcona w warstwę pomarańczowej skały, dając mu nadludzką siłę i wytrzymałość[2].
- Simu Liu jako Xu Shang-Chi, utalentowany mistrz sztuk walki, który w młodym wieku został wyszkolony na zabójcę przez swojego ojca Xu Wenwu[2].
- Florence Pugh jako Jelena Biełowa, członkini Thunderbolts, zabójczyni i szpieg szkolona w radzieckim programie Red Room[2].
- Kelsey Grammer jako Hank McCoy / Bestia, mutant i członek zespołu X-Men z alternatywnego wszechświata, który posiada zwierzęce cechy fizyczne[2].
- Lewis Pullman jako Bob / Sentry[2].
- Danny Ramirez jako Joaquin Torres / Falcon, podporucznik Sił Powietrznych Stanów Zjednoczonych zwerbowany przez Wilsona, używa podobnych specjalnych skrzydeł[2].
- Joseph Quinn jako Johnny Storm / Ludzka Pochodnia, brat Sue, posiada zdolność pirokinezy[2].
- David Harbour jako Aleksiej Szostakow / Red Guardian, superżołnierz i rosyjski odpowiednik Kapitana Ameryki[2].
- Winston Duke jako M’Baku, przywódca górskiego plemienia Jabari z Wakandy[2].
- Hannah John-Kamen jako Ava Starr / Duch, kobieta mogąca przenikać przez ściany i inne obiekty materialne[2].
- Tom Hiddleston jako Loki, adoptowany brat Thora, asgardzki bóg oszustwa[2].
- Patrick Stewart jako Charles Xavier / Profesor X, mutant z umiejętnościami telepatycznymi i założyciel zespołu X-Men[2].
- Ian McKellen jako Erik Lehnsherr / Magneto, mutant posiadający umiejętność manipulowania polem magnetycznym oraz metalem[2].
- Alan Cumming jako Kurt Wagner / Nightcrawler, mutant z Niemiec o wyglądzie niebieskiego demona, który ma zdolność teleportacji. Wagner jest głęboko wierzącym katolikiem[2].
- Rebecca Romijn jako Raven Darkhölme / Mystique, mutantka posiadająca zdolność zmiany swojego wyglądu[2].
- James Marsden jako Scott Summers / Cyclops, mutant posiadający zdolność generowania wiązek energii z oczu, który w związku z tym nosi specjalne okulary[2].
- Channing Tatum jako Remy LeBeau / Gambit, mutant posiadający zdolność ładowania przedmiotów energią kinetyczną, powodując ich eksplozję przy uderzeniu[2].
- Pedro Pascal jako Reed Richards / Pan Fantastyczny, genialny matematyk i fizyk, który może swobodnie rozciągać swoje ciało, lider Fantastycznej Czwórki[2].
- Robert Downey Jr. jako Victor von Doom / Doktor Doom, genialny naukowiec, noszący zaawansowaną technicznie zbroję[2].

Ponadto swoje role z innych produkcji FUM mają powtórzyć m.in. Hayley Atwell jako Peggy Carter, Chris Evans (wcześniej grający Steve'a Rogersa / Kapitana Amerykę i alternatywny wariant Johnny’ego Storma / Ludzkiej Pochodni), Benedict Cumberbatch jako dr Stephen Strange, Benedict Wong jako Wong.

## Produkcja

### Rozwój projektu
W lipcu 2022 roku ogłoszono, że powstaną dwa nowe filmy z serii Avengers: The Kang Dynasty i Secret Wars, które miały być zakończeniem Sagi Multiwersum. 15 września 2022 roku ujawniono, że Jeff Loveness został wybrany do napisania scenariusza. Wcześniej pracował przy Ant-Man i Osa: Kwantomania. W listopadzie 2023 roku, po słabym przyjęciu trzeciego filmu o Ant-Manie i sukcesie serialu Loki, Marvel ogłosił, że Michael Waldron zastąpi Lovenessa na stanowisku scenarzysty.
Początkowo na stanowisko reżysera zatrudniono Destina Daniela Crettona, reżysera filmu Shang-Chi i legenda dziesięciu pierścieni. Cretton jednak opuścił projekt, aby skupić się na serialu o Wonder Manie.
Film pierwotnie otrzymał podtytuł The Kang Dynasty, ale w grudniu 2023 roku, po skazaniu Jonathana Majorsa, odgrywającego rolę Kanga Zdobywcy film stracił swój podtytuł. Nowy tytuł został ujawniony w lipcu 2024 roku podczas konwentu San Diego Comic-Con. Ogłoszono również, że nowymi reżyserami będą bracia Russo, którzy będą także pracować nad Avengers: Secret Wars. Stephen McFeely, scenarzysta Avengers: Wojna bez granic i Koniec gry, został zatrudniony do napisania scenariusza, zastępując Michaela Waldrona.

### Casting
Podczas San Diego Comic-Conu w 2024 roku ujawniono, że Robert Downey Jr. zagra głównego złoczyńcę, Doctora Dooma. Ogłoszono również, że Pedro Pascal, Vanessa Kirby, Joseph Quinn i Ebon Moss-Bachrach ponownie wcielą się w role Fantastycznej Czwórki. Powrócić ma także drużyna Thunderbolts.
26 marca 2025 roku Marvel Studios zorganizowało transmisję na żywo na swoich mediach społecznościowych, podczas której ogłoszono część obsady oraz rozpoczęcie zdjęć. Potwierdzono udział 27 aktorów, zmieniono logo filmu i ujawniono jego motyw przewodni. W ciągu 24 godzin film na platformie YouTube obejrzano 275 milionów razy.

## Zdjęcia
Prace na planie rozpoczęły się 26 marca 2025 roku w Pinewood Studios w Anglii i mają potrwać do sierpnia 2025 roku.

## Muzyka
W kwietniu 2024 roku pojawiły się informacje, że Alan Silvestri może skomponować muzykę do nadchodzącego projektu FUM. Wcześniej pracował przy Wojnie bez granic, Końcu gry i innych filmach FUM. W lipcu potwierdzono, że powróci jako kompozytor zarówno przy Doomsday, jak i Secret Wars.